# 축항대로
축항대로(築港大路)는 인천광역시 중구 북성동 해상교통안전센터에서 미추홀구 용현동 능해 나들목까지 이르는 도로이다. 총 연장은 약 3.2 km이며 전 구간에 걸쳐 중구에 있으며 능해 나들목과 블루비치교는 미추홀구 구간이다.

## 접촉하는 도로
- 제2경인고속도로 (능해 나들목을 통해 직결)
- 아암대로
- 서해대로
- 연안부두로

## 통과하는 지자체
- 중구
  - 연안동 - 신흥동
- 미추홀구
  - 학익동[1] - 용현동

## 주변 시설
중구
- 수산업협동조합중앙회 경인지부
- 인천로지스틱스
- CJ대한통운국제물류보세장치장
- KT&G인천지점
- 연안아파트
- 항운아파트

미추홀구
- 블루비치교
- 능해 나들목